# Dovhjort

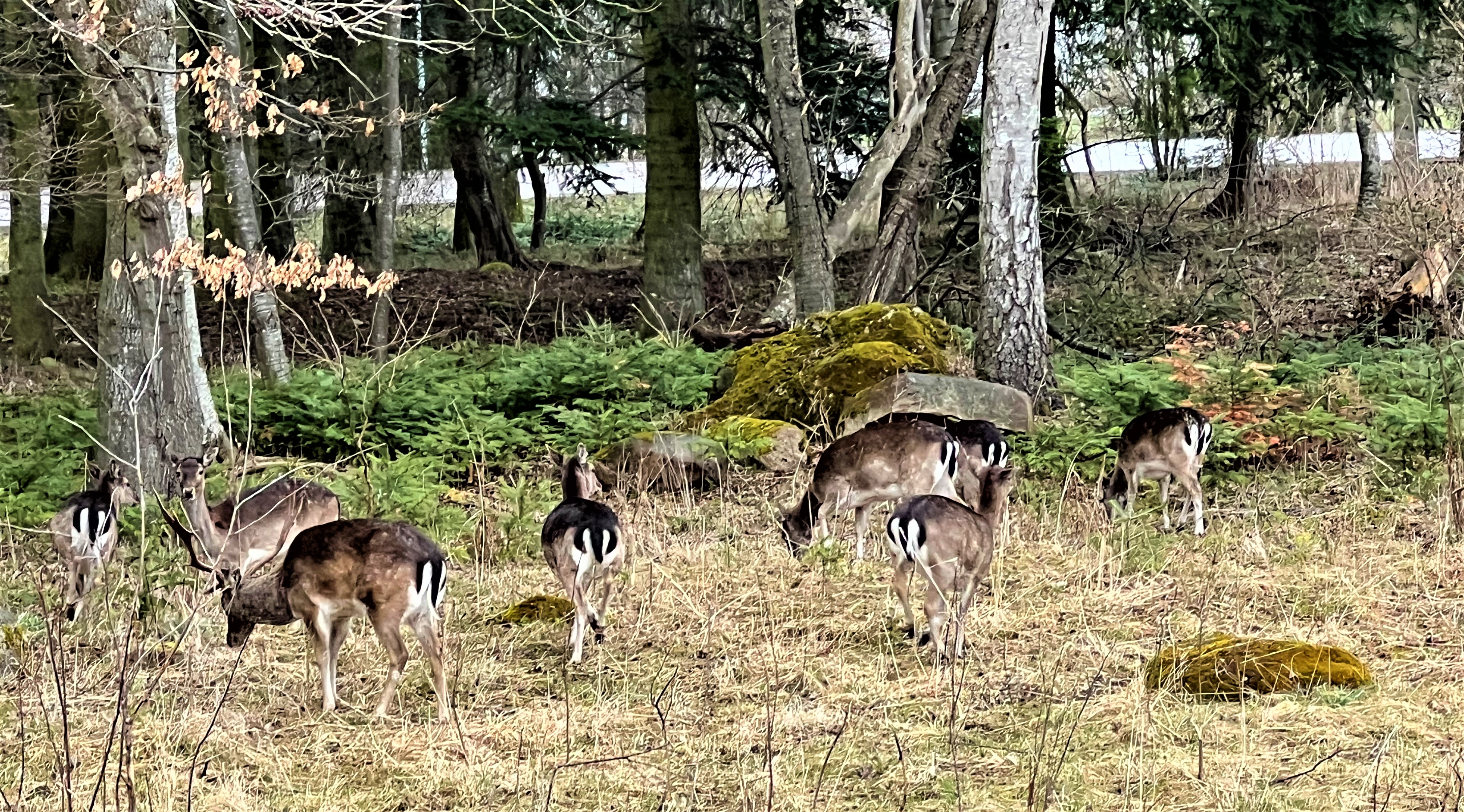
Dovhjortar mitt i samhället i Falkängen, Hällekis, i Västergötland.

Dovhjort (Dama dama) är ett hjortdjur som är mindre än kronhjorten. 

## Utseende
Dovhjort har ofta om sommaren rödbrun päls med vita prickar, svart rygglinje och vit mage. På vintern är den mer gråbrun. Det finns däremot en stor variation i pälsfärgen mellan olika individer. Vissa dovhjortar har en svart- eller vitaktig grundfärg. Handjuren väger omkring 100–120 kg, medan hondjuren väger 60-80 kg. Hanarnas mankhöjd är oftast 85 till 95 cm och honornas mankhöjd är 73 till 91 cm. Vanligen blir dovhjorten 130 till 175 cm lång (huvud och bål) och därtill kommer en 15 till 23 cm lång svans. Underarten D. d. mesopotamica är allmänt större och där når vissa hanar en kroppslängd av 200 cm och en vikt av 110 kg.

### Horn
Hornen bärs av hanen och har fyra stadier: spetsar vid 7–8 månaders ålder, stånghorn, halvskovel samt helskovel. Djuren kallas då spetshjort respektive stånghjort. Vuxna djur karakteriseras av dess typiska skovlar. Fejningstiden inträffar i augusti. När djuret uppnår kapital ålder, utvecklas hornen inte mer. Hornen fälls i april-juni.

## Utbredning
Dovhjorten kommer ursprungligen från medelhavsområdet, men är utbredd över centrala Europa och inplanterades i Storbritannien av romarna. Under 1500-talet utplanterades de på flera kungliga jaktområden och har därifrån spridits sig i norra Europa. Den centraleuropeiska populationen blev flera gånger utökad med individer från ursprungsregionen. Dessutom förekommer dovhjorten i Centraleuropa bara fläckvis. Ofta lever hjordarna i större inhägnade områden. Flera av dessa hjordar är beroende av stöd från människan och borde klassificeras som domesticerad.
Arten är senare introducerad i bland annat Australien, Nya Zeeland, Sydafrika, USA, Kanada och flera sydamerikanska stater.

### Förekomst i Sverige
Dovviltet fördes sannolikt in till Sverige under senare hälften av 1500-talet och hölls till att börja med i djurgårdar eller hägn. Den återfinns numera i vilt tillstånd vanligast i Skåne, samt små fläckvisa bestånd i Götaland och ända upp till Västmanland och Uppland.
Den svenska populationen är utsläppta dovhjortar från kungsgårdar. Det skånska beståndet härstammar från hjortar som inplanterats vid Vrams Gunnarstorp, Börringe och Näsbyholms slott. Beståndet i Svealand kommer från en grupp dovhjortar som släpptes ut 1877 på Lövön i Hjälmaren, och sedan spridit sig.
En beräkning av dovhjortsstammens storlek nationellt innan jakt år 2016 bedömdes till 126 000 djur. Beräkningarna förutsatte att den skattade avskjutningen motsvarade hela tillväxten, det vill säga att stammen inte ökade. Om stammen fortfarande tillväxte fick beräkningarna istället ses som lägsta värden. En motsvarande beräkning för 2005 visade 110 000 dovvilt.

## Ekologi
Dovhjorten kan vara aktiv under alla tider på dygnet. Nära människans samhällen är den oftast nattaktiv. Utanför brunstperioden lever hanar allmänt ensam medan honor och deras ungar bildar flockar med 7 till 14 medlemmar. Vid bra tillgång till föda sammansluter sig flera flockar till större hjordar. Under sensommaren bildar hanar ungkarlsflockar med upp till 6 individer.

### Fortplantning
Brunsttiden infaller normalt i oktober och varar till början av november, och dräktighetstiden är ca. 230 till 245 dagar. Populationer som introducerades i varmare delar av norra jordklotet kan para sig mellan september och januari. Hondjuret, eller hinden, får normalt en kalv, ibland två, som föds i maj-juni. Den väger vid födelsen mellan 2 och 4 kg. Kalvarna diar i cirka 7 månader men redan 2 till 3 veckor efter födelsen provar de fast föda. Djuren blir könsmogna vid 1,5 års ålder, och lever i genomsnitt 20 år. Hannarna brukar dock inte överleva i mer än 8–10 år. Vid kapital ålder är djuret som "starkast". Detta inträffar vid ca 6–10 års ålder. Efter det går djuret i retur.

### Föda
Dovhjorten är normalt gräs- och lövätare. På våren dominerar färska löv, på sommaren fältens grödor, potatis, rotfrukter, lövträdsprodukter, spillsäd, bär. På vintern äter de ljung, lingon och blåbärsris, bok- och ekollon. Från Västergötland finns en liten studie på vad de äter.  

## Dovhjorten och människan

### Status och hot
Dovhjorten kategoriseras av IUCN som livskraftig (LC).. Underarten D. d. mesopotamica som förekommer i Iran, kategoriseras dock som sårbar (VU) och endast 340 individer tros finnas kvar.
Även i Turkiet är dovhjorten hotad. Den största populationen i landet finns idag i ett stort inhägnat område i Termessos nationalpark.

### Dovhjorten som jaktvilt
Huvudartikel: Jakt i Sverige
Dovhjortar är fredade och jakten på dem är strikt reglerad enligt jaktlagen. Det krävs jägarexamen och att man har jakträtt på marken man jagar. Jakten ska bedrivas utan onödigt lidande för hjortarna och utan risk för människor eller egendom.
Skadeskjutning är när en påskjutning träffar viltet utan att vara dödande, vilket leder till livslångt lidande. Detta sker oftast när kulan missar vitala organ som hjärta, lungor eller hjärnan. I en studie på fyra olika arter av hjortdjur i Storbritannien visades att mellan 3 och 17% var skadeskjutna.

### Namn
Ordet "dovhjort" är belagt sedan 1600-talet, troligen ytterst från något keltiskt språk. Latinets dama har troligen samma ursprung. Ursprungsbetydelsen är oviss, kanske "oxe", "hjorthanne".